# Tower of Terror II
Tower of Terror II in Dreamworld (Coomera, Queensland, Australien) war eine Stahlachterbahn vom Modell Reverse Freefall Coaster des Herstellers Intamin, die am 23. Januar 1997 als Tower of Terror eröffnet wurde. Zum Zeitpunkt ihrer Eröffnung galt sie mit 115 m als die höchste und mit 160,9 km/h als die schnellste Achterbahn der Welt. Sie war die erste Achterbahn des Modells und gilt zusammen mit Superman: Escape from Krypton in Six Flags Magic Mountain, die bereits wenige Wochen nach Tower of Terror eröffnet wurde, bisher als die einzigen Bahnen des Modells.
Am 18. August 2010 wurde die Bahn vorübergehend geschlossen, um umgebaut zu werden. Nach der Eröffnung im September wurde der Wagen nunmehr rückwärts beschleunigt und um die Beschleunigungsstrecke wurde ein 206 m langer Tunnel gebaut.
An der Rückseite des Turms befindet sich außerdem noch die Fahrattraktion The Giant Drop, welche ein Freifallturm des Herstellers Intamin ist.
Am 3. November 2019 wurde die Bahn geschlossen und abgebaut. The Giant Drop ist davon nicht betroffen und existiert weiter.

## Die Fahrt
Der Wagen wurde mittels LSM innerhalb von 7 Sekunden von 0 auf 160,9 km/h beschleunigt. Danach fuhr der Wagen den 115 m hohen, 90° steilen Turm hinauf, erreichte dabei allerdings nur eine Höhe von rund 100 m. Anschließend fuhr der Wagen den Turm wieder rückwärts herab. Dabei erlebten die Fahrgäste 6,5 Sekunden lang das Gefühl der Schwerelosigkeit (Airtime). Der Wagen besaß vier Sitzreihen mit jeweils Platz für vier Personen.

## Fotos

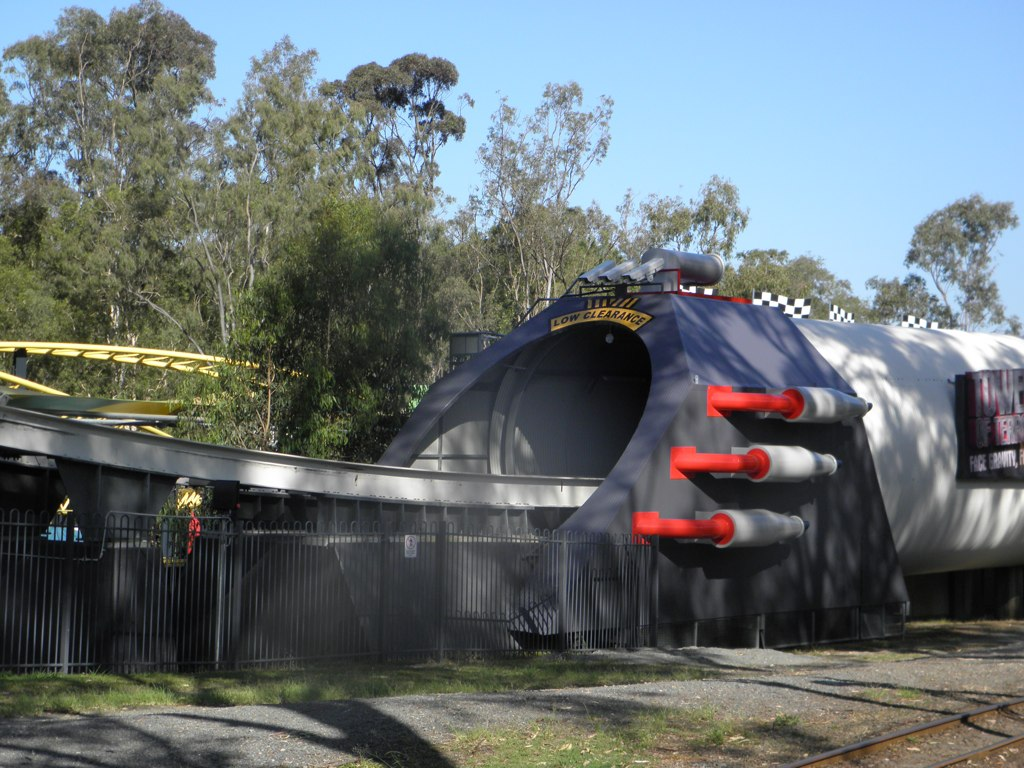
Tunnelöffnung nach der Beschleunigungsstrecke
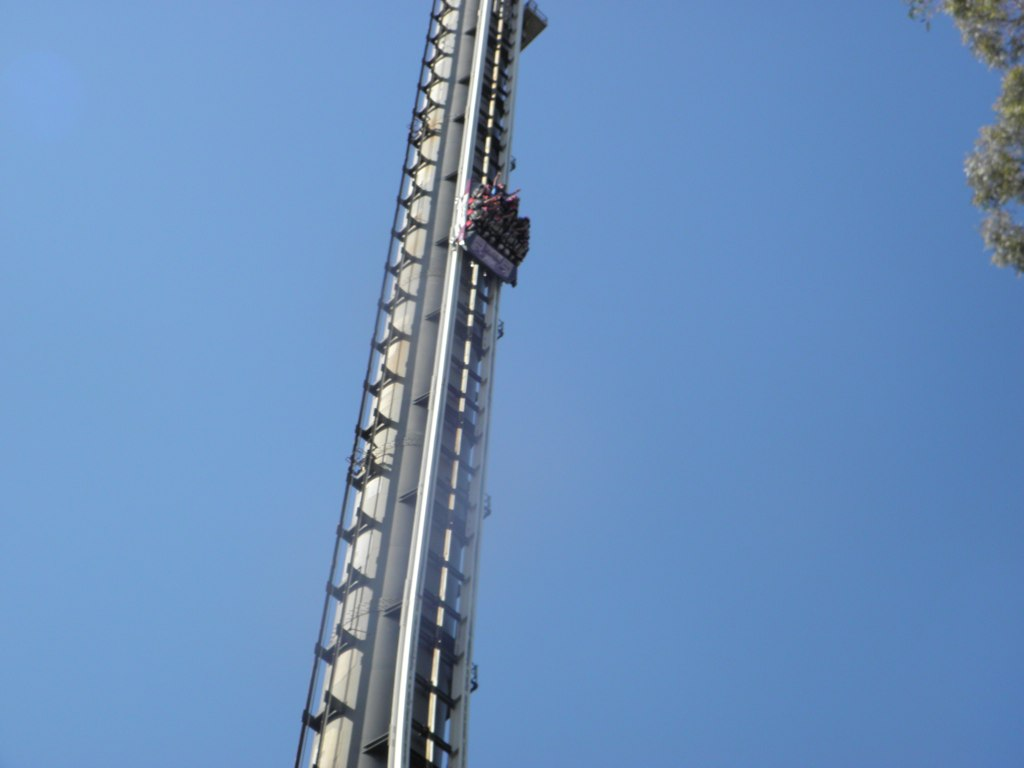
Der Wagen auf dem Turm